# Mizrock
Mizrock – drugi album Miz nagrany po japońsku. Nie jest to kompilacja albumu Dreams. Na albumie znajdują się 3 promujące utwory: In the sky, Backseat Baby i Bittersweet.

## Lista utworów
1. "Bittersweet"
2. "Eye's Don't Lie"
3. "In the sky"
4. "Backseat Baby"
5. "An Ordinary Day"
6. "What Difference"
7. "Dreamer"
8. "Give It All Away"
9. "In The Rain"
10. "Yesterday"
11. "Part Of My Balance"
12. "Welcome To Our Party"
13. "In My LIfe"

## Bonus tracks
1. "New Day" – (English Version)
2. "In the sky" – (English Version)

## Limitowana Edycja DVD
1. "Backseat Baby" (Teledysk)
2. "Bittersweet" (Teledysk)
3. "Jak powstał Bittersweet"
4. "Bittersweat – sesja zdjęciowa"